# 缨口鳅
缨口鳅（学名：Formosania davidi）为爬岩鰍科臺鳅属的鱼类，是中国的特有物种。分布于闽江水系等。该物种的模式产地在福建西部。
其种加词“davidi”以标本采集者Armand David的名字命名。